# Kaplička (Zákopy)
Kaplička v Zákopech je výklenková kaple u Domamile v okrese Třebíč.

## Historie
Kolem roku 1830 dle pověsti dívky z blízké obce měly zahlédnout muže klečícího u stromu, při cestě zpět domů zjistily, že jde o oběšeného muže. Postupně lidé z Domamile a Štěpkova na blízký buk začali věšet svaté obrázky, v roce 1897 z podnětu Anny Novotné byla postavena na místě buku kaple. Vysvěcena byla 11. července 1897. Do kaple byla umístěna socha Panny Marie z dílny Konráda Boudného. Roku 1944 byla kaple upravena, na štít kaple byl namalován obraz svatého Huberta. Při ústupu německých vojsk v roce 1945 v lese u Zákopů proběhla bitva, kdy sovětská letadla bombardovala německou armádu. Při útoku byla poškozena i kaple.
Kaple byla hned v červnu roku 1945 opravena a při opravě byla do tělesa kaple zazděna i část leteckého granátu. V srpnu roku 2004 byla kaple opravena a blízká lípa byla zabezpečena před pádem na kapli.